# Máté evangéliuma

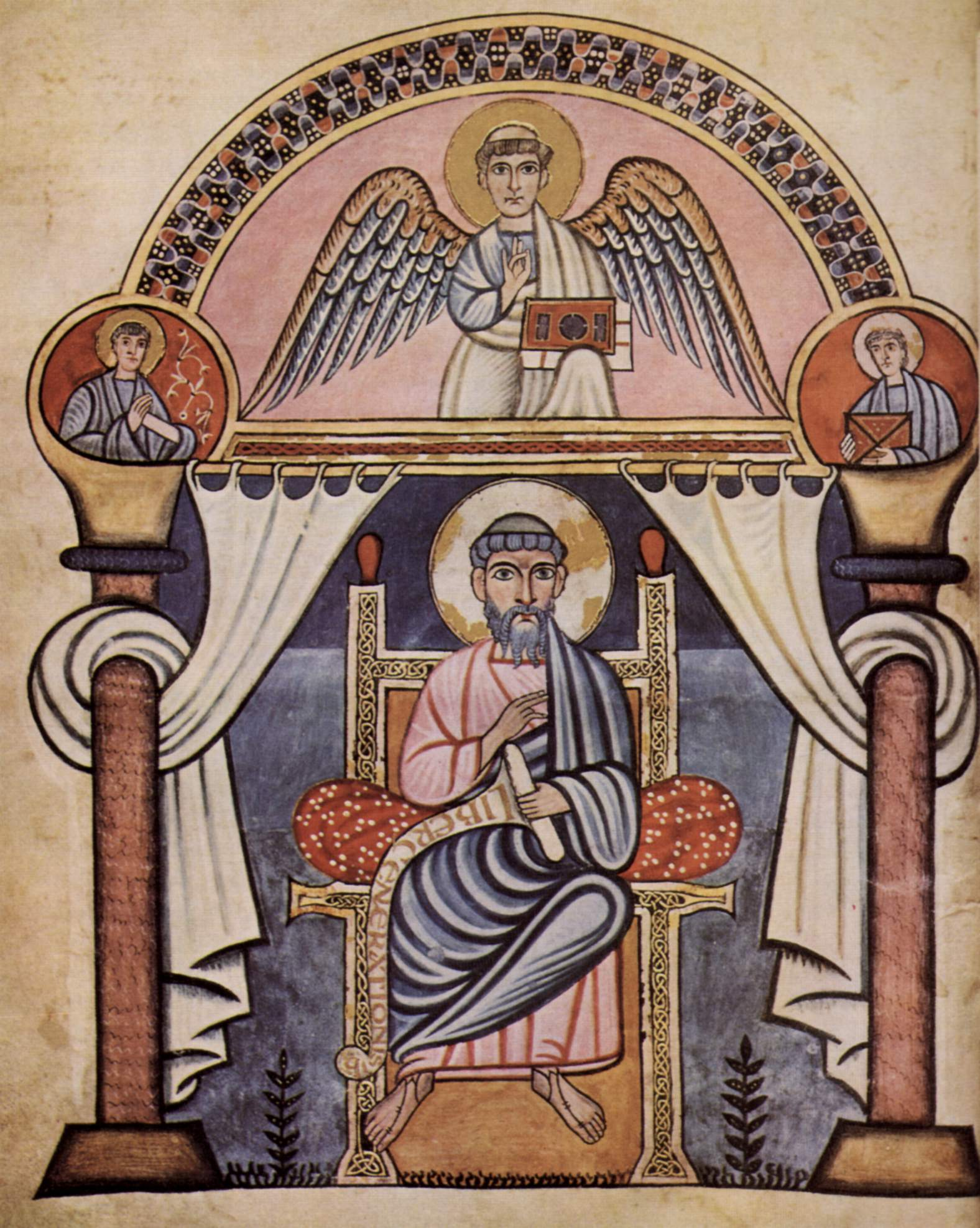
Máté apostol ábrázolása az Arany Kódexben

A Máté evangéliuma az Újszövetség első könyve, a négy kanonikus evangélium egyike. Márk evangéliumával és Lukács evangéliumával együtt az úgynevezett szinoptikus evangéliumok közé tartozik. Keletkezését a legtöbb kutató i. sz. 80. és 90. közé teszi.

## Szerzője és keletkezése

### Hagyomány
Az evangélium nem nevezi meg a szerzőjét; a keresztény hagyomány azonban Máté evangélistának tulajdonítja, aki Jézus tanítványa volt, és 40 és 70 között írhatta meg az evangéliumot, azaz a zsidó állam vége előtt.
Máté adószedő volt Kapernaumban. Jézus ott hívta el, hogy a tanítványa legyen. Lévinek is nevezték. Neve az apostoli felsorolásokban a hetedik illetve a nyolcadik helyeken szerepel.

### Napjaink

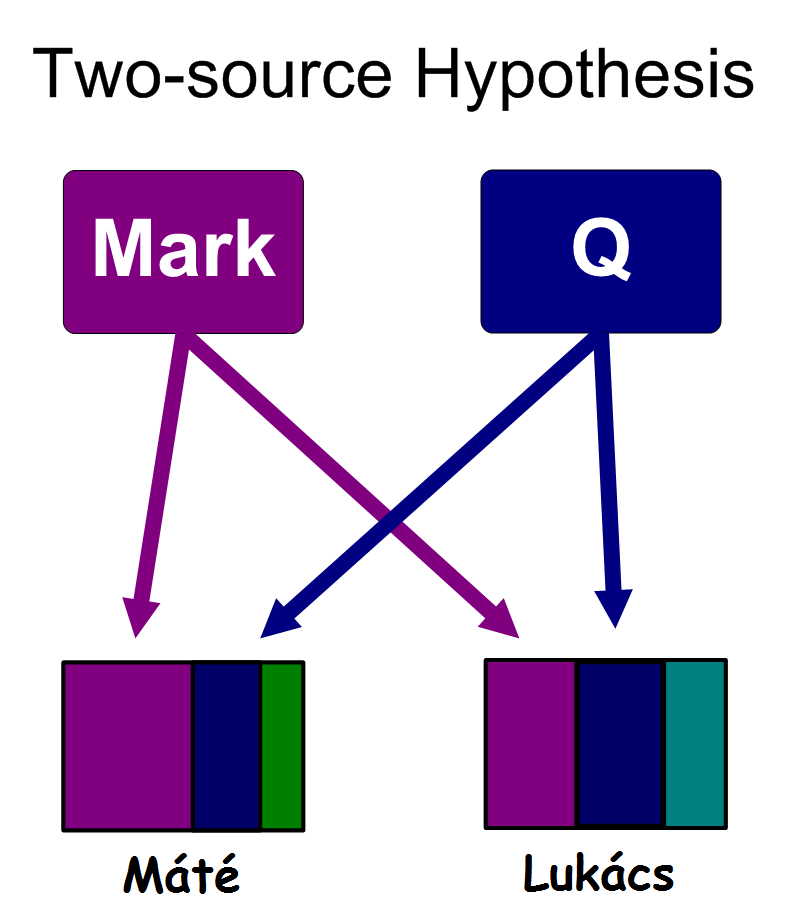
A dupla-forrású hipotézis

Mátét, mint szerzőt a modern kori kutatók egyhangúlag elvetették. A kutatók többségének álláspontja szerint Máté evangéliuma a keresztények második nemzedéke egyik tagjának a műve, aki feltehetőleg az 1. század utolsó negyedében vagy a 2. század elején írta ezt az evangéliumot. A szerző egy görög ajkú zsidó keresztény közösség számára írt, amely valószínűleg Szíriában volt (Antiókiát, a római Szíria legnagyobb városát és a birodalom harmadik legnagyobb városát gyakran emlegetik).
Márkkal ellentétben Máté soha nem törődik azzal, hogy elmagyarázza a zsidó szokásokat, mivel a célközönsége zsidó volt; vagy Lukácstól eltérően, aki Jézus felmenőit Ádámra, az emberi faj atyjára vezeti vissza, ő csak Ábrahámra, a zsidók atyjára vezeti vissza.
Az evangélium megírásának helyét Szíriában, többnyire Antiochiában jelölték meg a mai bibliatudósok. Egyik árulkodó jelként lettek figyelmesek arra az evangéliumban szereplő megjegyzésére, hogy: "...és elterjedt híre egész Szíriában." (Mt4.24). Illetve Szíriában volt használatos a "nazariosz" (nazarénusok) kifejezés (Mt 2.23).
Egyetértés van a bibliai történészek között azon a téren, hogy a szinoptikusok (Máté, Márk és Lukács) között létezik egy nagy mértékű kereszthivatkozás. Az egyszerű magyarázat erre a dupla-forrású hipotézis, miszerint Márk evangéliuma lett elsőnek megírva, majd Máté és Lukács evangéliumának írói Márkra és a feltételezett Q dokumentumra alapoztak.

### Keletkezésének időpontja
Akik azt a változatot fogadják el, hogy Kr. u. 80-ban keletkezhetett, azok a Márk evangéliumból indultak ki. Ha Máté ismerte a Márk evangéliumot, akkor Máté evangéliuma csak később keletkezhetett. Márpedig Márknál utalás van a templom lerombolására (Mk 2.26) ami Kr. u. 70-ben volt, ebből következtethetően ez után írhatta csak Máté evangéliumát úgy 80 körül. Márk ezt írta: "Abjatár főpap idejében bement az Isten házába és megette a szent kenyereket, amelyeket csak a papoknak volt szabad megenniük s adott a társainak is". Ebből következtették ki, hogy Márk 70 után írhatta evangéliumát, mert múlt idejű példát hozott a templom tekintetében.
Antiochiai Szent Ignác már bizonyíthatóan ismerte, idézi, így 110 - a kivégzésének ideje - előttinek kell lennie az evangéliumnak. Másik szír eredetű írás a Didakhé, amelyet valószínűleg a második generációs apostoli atyák szerkesztettek, ugyancsak rokon vonásokat tartalmaznak, és a kutatók konszenzusra jutottak, hogy Máté hatású írat, keletkezése ugyancsak a 2. évszázad eleje.

## Nyelve és célközönsége
A könyv görög nyelven terjedt el. Egyes vélekedések szerint azonban ez már fordítás, és az eredeti mű – amelynek keletkezési idejét az i. sz. 50-es évekre tehetjük – valószínűleg az 1. századi zsidók nyelvén, arámiul íródott. Ez arra mutat, hogy a zsidókeresztények számára készült, de az eredeti kézirat elveszett, és csak a fordítás maradt fent.
Ez a hipotézis hosszú időn keresztül népszerű volt, azonban az újabb biblikus teológiai kutatások nem látják bizonyítottnak. Ma a legtöbb biblikus teológus kifejezetten elveti az „arám Máté”-hipotézist, és az evangélium keletkezési idejét is későbbre datálja.

## Célja
A szerző célja annak bizonyítása, hogy Jézus a zsidóságnak az ószövetségi próféták által megjövendölt szabadító királya, a Messiás (görög eredetű szóval: Krisztus). Ezt több prófétai utalással fejti ki. A szerző szeretné megmutatni a zsidóknak, hogy a megígért Messiás ugyan nem hozott létre nagy birodalmat számukra, de ehelyett megígérte nekik a győzelmet a halál felett, az örök életet.

## Tartalom
A Máté evangéliuma bemutatja a Messiás eljövetelét, személyét, színre lépését és szolgálatát, valamint szenvedését, halálát és feltámadását.
Az evangéliumra leginkább az a jellemző, hogy Jézust úgy mutatja be, mint a Messiást, azaz a megígért nagy királyt. Származását Dávid királyig vezeti le, többször hangsúlyozva, hogy Jézus Dávid utódja. Kiemeli Jézus szülőhelyét, Betlehemet is, Dávid városát. Ezzel méltó utódot állít a zsidók egykori legnagyobb királyának.
Mivel az evangélium a zsidóknak készült, szerzője többször említi a zsidó királyságot, amit a zsidók annyira vártak. Jeruzsálem mint szent város jelenik meg az evangéliumban, és gyakran fordul elő a mennyei királyság (magyar fordításban „mennyország”) kifejezés is. A szerző sokszor fordul az Ószövetség írásaihoz, hogy belőlük bizonyítsa: Jézus a megjövendölt Messiás. Jézus születésekor például ezt írja: Mindez pedig azért történt, hogy beteljesedjék, amit az Úr mondott a próféta által. (1:22) Amikor Egyiptomba menekülnek Heródes elől: Ott volt Heródes haláláig, hogy beteljesedjék az, amit az Úr mondott a próféta által. (2:15)

### Fejezetek
- 1-4.: Bemutatkozik Jézus. Mivel a zsidókhoz íródott a könyv, ez az első pár fejezet bemutatja Jézust, mint a próféták által megjövendölt Messiást.
- 1-2. fej.: Jézus születése, és gyermekkora: Jézus családfája, Jézus születése, napkeleti bölcsek, menekülés Egyiptomba, betlehemi gyermekgyilkosság
- 3-4. fej.: Jézus megkeresztelkedése, megkísértése, és szolgálatának kezdete
- 5-13.: Jézus elkezdi szolgálatát, amelyben elmondja a híres hegyi beszédét, majd szembesíti a képmutatást az igaz emberi cselekedetekkel.
- 5-7. fej.: a hegyi beszéd
- 8-12. fej.: Jézus Galileában tanít és gyógyít
- 13-25.: Jézus elkezdi hosszú vándorlását, melynek célja eljutni Jeruzsálembe. Közben tanít és prédikál.
- 13. fej.: A hét példázat
- 14-20. fej.: Jézus útja Galileából Júdeába
- 21-25. fej.: Jézus Jeruzsálemben
- 26-28.: Jézus szenvedései és feltámadása.
- 26. fej.: Az utolsó vacsora, Jézus elfogatása és elítélése a zsidó hatóság által
- 27. fej.: Jézus elítélése a rómaiak által, kereszthalála és temetése
- 28. fej.: Jézus feltámadása, és az apostolok kiküldése